# ميثيمازول
ميثيمازول (بالإنجليزية: Methimazole)‏ (المعروف أيضًا باسم تابازول أو ثيامازول) هو دواء مثبط للدرقية، وجزء من فئة الثيوأميدات. مثل نظيره البروبيل ثيوراسيل، العرض الجانبي الرئيسي للعلاج هو ندرة المحببات.

## دواعي الاستعمال
يُستخدم الميثيمازول لعلاج فرط الدرقيّة، وهي حالة تحدث عندما تبدأ الغدى الدرقيى بإنتاج فائض من هرمون الغدة الدرقية. يمكن كذلك أن يؤخذ قبل جراحة الغدة الدرقية لخفض مستويات هرمون الغدة الدرقية وتقليل الأعراض الجانبية النابعة من العلاج الجراحي للدرقية. بالإضافة إلى ذلك، يُستخدم الميثيمازول في العلاج البيطري لفرط الدرقية في القطط.

## آلية العمل
يثبط الميثيمازول إنزيم الثيروبيروكسيداز، والذي له دور في بناء هرمون الدرقية عن طريق أكسدة أنيون اليوديد (-I) ليحولّه ليودين (I0)، مسهّلا إضافة اليودين إلى بقايا التيروسين في نذير الهرمون الثيروغلوبولين، خطوة ضرورية في تركيب ثالث يود الثيرونين (T3) وثيروكسين (T4).